# 宋鎮禹
宋 鎮禹（そう ちんう、ソン・ジヌ、1890年5月8日 - 1945年12月30日）は、朝鮮の独立運動家、政治家。本貫は新平宋氏。号は「古下」（コハ、고하）。

## 来歴
全羅南道潭陽郡に生まれる。1907年に金性洙とともに日本に留学し、1915年に明治大学を卒業後、帰国して私立中央学校校長に就任する。1919年の三・一独立運動に参加した容疑で、1年間投獄される。1921年から1924年まで東亜日報第3代社長、1927年から1937年まで第6代社長を務め、民族主義右派の立場で論陣を張った。1945年12月1日に第8代社長に就任した。
日本の敗戦を控えた1945年8月11日に、朝鮮総督府は京畿道知事を通じて、朝鮮における資本家及び地主勢力を代弁することができる宋鎮禹と接触し、「行政委員会」を構成してくれる事を要請した。しかし、宋鎮禹は大韓民国臨時政府と連合国の承認無しに応じる事は出来ない、また総督府の要請に応じて独立政府を樹立すれば日本の傀儡政権と非難される恐れがある、として要請を断った。総督府は、8月14日に宋鎮禹と近い金俊淵にも依頼したが、金俊淵は宋鎮禹の参加無しには応じる事が出来ないとして、これも拒否された。最終的には、呂運亨と安在鴻が「朝鮮建国準備委員会」を設立し、事態を収拾する運びとなり、宋鎮禹に対しても委員会へ参加する様依頼があったが、重慶に亡命中の金九が主席を勤める臨時政府を迎えて独立政府とすべきである、と主張して呂運亨らの動きに強く反発した。この事から、1945年 9月16日に、金性洙、張徳秀、趙炳玉、尹潽善などとともに、右翼勢力を糾合して韓国民主党を創設し、宋鎮禹は首席総務を引き受けた。
1945年12月27日のモスクワ三国外相会議の信託統治方針をめぐって、宋鎮禹は慎重派の意見を代弁する立場にあったため、李承晩や金九の臨時政府と敵対し、12月30日に暗殺された。韓賢宇ら犯人グループは6名から構成され、放った弾丸13発のうち、6発が体に命中していた。犯行の背後が明らかにされる事はなかったが、李承晩もしくは金九が指揮していた、という説がある。

## ギャラリー

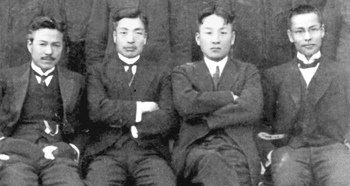
1922年頃（右から玄相允（朝鮮語版）、宋、崔南善、金性洙）
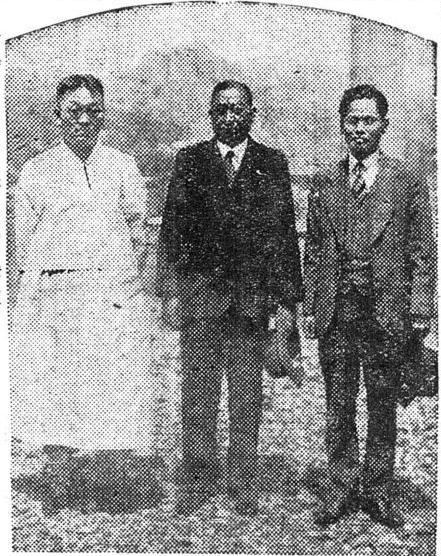
1932年頃。左が宋